# Filippo del Belgio (1837)
Filippo del Belgio, (nome completo  Philippe Eugène Ferdinand Marie Clément Baudouin Léopold Georges de Saxe-Cobourg-Gotha) (Laeken, 24 marzo 1837 – Bruxelles, 17 novembre 1905), fu principe del Belgio e conte di Fiandra dal 1º marzo 1840. In quanto padre del futuro re Alberto I del Belgio è il progenitore dell'attuale re del Belgio.

## Biografia

### Infanzia

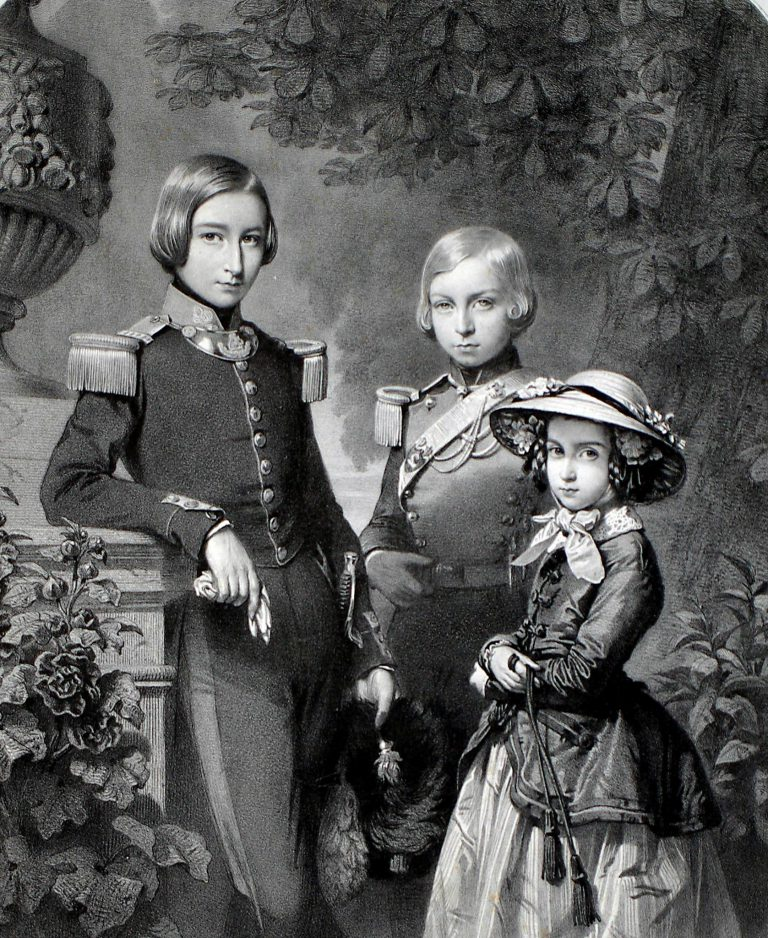
Filippo fra suo fratello Leopoldo, duca di Brabante, e sua sorella, Carlotta

Suo padre era il re Leopoldo I del Belgio, l'ultimo figlio del duca Francesco Federico di Sassonia-Coburgo-Saalfeld e della sua seconda moglie la principessa Augusta di Reuss-Ebersdorf. Sua madre era la regina Luisa d'Orleans, figlia secondogenita del re dei francesi Luigi Filippo d'Orléans e della regina Maria Amalia di Borbone, figlia a sua volta del re Ferdinando I delle Due Sicilie.

### Conte delle Fiandre
Ogni mattina percorreva sul suo cavallo l'Avenue Louise per andare a passeggiare nei boschi; questo rituale piaceva molto ai cittadini di Bruxelles, in quanto il Conte salutava tutti coloro che incontrava sulla via.
Pur essendo senatore di diritto egli non sedette mai all'alta Camera. Rifiutò il trono di Grecia, offertogli nel 1863, e quello dei principati romeni nel 1866. Nello stesso anno rifiutò anche di sposare la principessa Isabella di Spagna, figlia del re Ferdinando VII e futura regina di Spagna con il nome di Isabella II. Preferì condurre una vita "borghese", nel suo palazzo di Bruxelles, dedicandosi al collezionismo:  frequentò assiduamente gli antiquari di Venezia e di Parigi, collezionando stampe antiche e riunì nella sua biblioteca privata ben trentamila volumi rilegati. Fu eccellente cavaliere e amava cacciare.
Possedeva una residenza in Svizzera, sul lago dei Quattro Cantoni; acquisì la proprietà di una vecchia abbazia nei pressi di Rethy, secolarizzata durante la Rivoluzione francese; nel territorio delle Ardenne possedeva la Foresta di Muno, alla quale si aggiunse nel 1869 la tenuta di Amerois; a Bruxelles, infine, era proprietario del palazzo di Fiandra in Rue de la Régence, nel quale risiedeva con la famiglia.

### Matrimonio

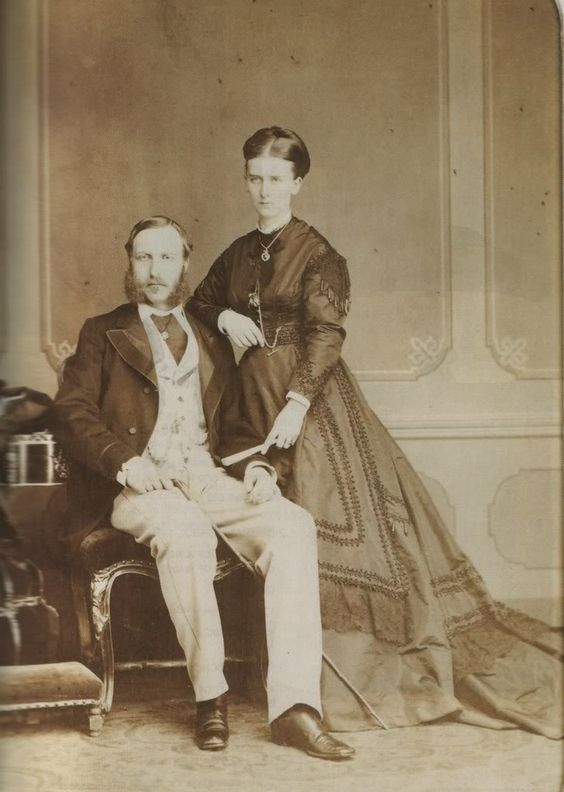
Filippo del Belgio, conte delle Fiandre e Maria di Hohenzollern-Sigmaringen

Filippo sposò il 25 aprile del 1867 a Berlino, Maria di Hohenzollern-Sigmaringen, cugina del re di Prussia e figlia del principe Carlo Antonio di Hohenzollern-Sigmaringen e della principessa Giuseppina di Baden.
Filippo divenne erede al trono belga in seguito alla morte prematura dell'unico figlio maschio del re Leopoldo II, suo fratello. Egli però morì quattro anni prima del fratello Leopoldo e, di conseguenza, fu suo figlio Alberto ad ereditare il trono nel 1909 alla morte dello zio.

### Morte
Filippo morì il 17 novembre del 1905 nel suo palazzo di Bruxelles.

## Discendenza
Filippo e Maria di Hohenzollern-Sigmaringen ebbero cinque figli:
- Baldovino (3 giugno 1869-23 gennaio 1891);
- Enrichetta (30 novembre 1870-29 marzo 1948), sposò Emanuele d'Orléans duca di Vendôme;
- Giuseppina (30 novembre 1870-18 gennaio 1871);
- Giuseppina (18 ottobre 1872-6 gennaio 1958), sposò il principe Carlo Antonio di Hohenzollern-Sigmaringen;
- Alberto I del Belgio (8 aprile 1875-17 febbraio 1934), sposò Elisabetta Gabriella di Baviera.

## Ascendenza
|                                                 |                                     |                                            | Genitori                                            |  |  | Nonni |  |  | Bisnonni                                      |  |  | Trisnonni                                     |  |
|                                                 |                                     |                                            |                                                     |  |  |       |  |  | Ernesto Federico di Sassonia-Coburgo-Saalfeld |  |  | Francesco Giosea di Sassonia-Coburgo-Saalfeld |  |
|                                                 |                                     |                                            |                                                     |  |  |       |  |  | Ernesto Federico di Sassonia-Coburgo-Saalfeld |  |  | Francesco Giosea di Sassonia-Coburgo-Saalfeld |  |
|                                                 |                                     | Anna Sofia di Schwarzburg-Rudolstadt       |                                                     |  |  |       |  |  | Ernesto Federico di Sassonia-Coburgo-Saalfeld |  |  |                                               |  |
| Francesco Federico di Sassonia-Coburgo-Saalfeld |                                     |                                            |                                                     |  |  |       |  |  | Ernesto Federico di Sassonia-Coburgo-Saalfeld |  |  |                                               |  |
|                                                 |                                     | Sofia Antonia di Brunswick-Wolfenbüttel    | Ferdinando Alberto II di Brunswick-Lüneburg         |  |  |       |  |  |                                               |  |  |                                               |  |
|                                                 |                                     | Sofia Antonia di Brunswick-Wolfenbüttel    | Ferdinando Alberto II di Brunswick-Lüneburg         |  |  |       |  |  |                                               |  |  |                                               |  |
|                                                 |                                     | Sofia Antonia di Brunswick-Wolfenbüttel    | Antonietta Amalia di Brunswick-Wolfenbüttel         |  |  |       |  |  |                                               |  |  |                                               |  |
| Leopoldo I del Belgio                           |                                     | Sofia Antonia di Brunswick-Wolfenbüttel    |                                                     |  |  |       |  |  |                                               |  |  |                                               |  |
|                                                 |                                     | Enrico XXIV di Reuss-Ebersdorf             | Enrico XXIII di Reuss-Ebersdorf                     |  |  |       |  |  |                                               |  |  |                                               |  |
|                                                 |                                     | Enrico XXIV di Reuss-Ebersdorf             | Enrico XXIII di Reuss-Ebersdorf                     |  |  |       |  |  |                                               |  |  |                                               |  |
|                                                 |                                     | Enrico XXIV di Reuss-Ebersdorf             | Sofia Teodora di Castell-Remlingen                  |  |  |       |  |  |                                               |  |  |                                               |  |
| Augusta di Reuss-Ebersdorf                      |                                     | Enrico XXIV di Reuss-Ebersdorf             |                                                     |  |  |       |  |  |                                               |  |  |                                               |  |
|                                                 |                                     | Carolina Ernestina di Erbach-Schönberg     | Giorgio Augusto di Erbach-Schönberg                 |  |  |       |  |  |                                               |  |  |                                               |  |
|                                                 |                                     | Carolina Ernestina di Erbach-Schönberg     | Giorgio Augusto di Erbach-Schönberg                 |  |  |       |  |  |                                               |  |  |                                               |  |
|                                                 |                                     | Carolina Ernestina di Erbach-Schönberg     | Ferdinanda Enrichetta di Stolberg-Gedern            |  |  |       |  |  |                                               |  |  |                                               |  |
| Filippo del Belgio, conte di Fiandra            |                                     | Carolina Ernestina di Erbach-Schönberg     |                                                     |  |  |       |  |  |                                               |  |  |                                               |  |
|                                                 | Luigi Filippo II di Borbone-Orléans | Luigi Filippo I di Borbone-Orléans         |                                                     |  |  |       |  |  |                                               |  |  |                                               |  |
|                                                 | Luigi Filippo II di Borbone-Orléans | Luigi Filippo I di Borbone-Orléans         |                                                     |  |  |       |  |  |                                               |  |  |                                               |  |
|                                                 | Luigi Filippo II di Borbone-Orléans | Luisa Enrichetta di Borbone-Conti          |                                                     |  |  |       |  |  |                                               |  |  |                                               |  |
| Luigi Filippo di Francia                        | Luigi Filippo II di Borbone-Orléans |                                            |                                                     |  |  |       |  |  |                                               |  |  |                                               |  |
|                                                 |                                     | Luisa Maria Adelaide di Borbone-Penthièvre | Luigi Giovanni Maria di Borbone, duca di Penthièvre |  |  |       |  |  |                                               |  |  |                                               |  |
|                                                 |                                     | Luisa Maria Adelaide di Borbone-Penthièvre | Luigi Giovanni Maria di Borbone, duca di Penthièvre |  |  |       |  |  |                                               |  |  |                                               |  |
|                                                 |                                     | Luisa Maria Adelaide di Borbone-Penthièvre | Maria Teresa Felicita d'Este                        |  |  |       |  |  |                                               |  |  |                                               |  |
| Luisa d'Orléans                                 |                                     | Luisa Maria Adelaide di Borbone-Penthièvre |                                                     |  |  |       |  |  |                                               |  |  |                                               |  |
|                                                 |                                     | Ferdinando I delle Due Sicilie             | Carlo III di Spagna                                 |  |  |       |  |  |                                               |  |  |                                               |  |
|                                                 |                                     | Ferdinando I delle Due Sicilie             | Carlo III di Spagna                                 |  |  |       |  |  |                                               |  |  |                                               |  |
|                                                 |                                     | Ferdinando I delle Due Sicilie             | Maria Amalia di Sassonia                            |  |  |       |  |  |                                               |  |  |                                               |  |
| Maria Amalia di Borbone-Due Sicilie             |                                     | Ferdinando I delle Due Sicilie             |                                                     |  |  |       |  |  |                                               |  |  |                                               |  |
|                                                 |                                     | Maria Carolina d'Asburgo-Lorena            | Francesco I di Lorena                               |  |  |       |  |  |                                               |  |  |                                               |  |
|                                                 |                                     | Maria Carolina d'Asburgo-Lorena            | Francesco I di Lorena                               |  |  |       |  |  |                                               |  |  |                                               |  |
|                                                 |                                     | Maria Carolina d'Asburgo-Lorena            | Maria Teresa d'Austria                              |  |  |       |  |  |                                               |  |  |                                               |  |
|                                                 |                                     | Maria Carolina d'Asburgo-Lorena            |                                                     |  |  |       |  |  |                                               |  |  |                                               |  |

## Onorificenze

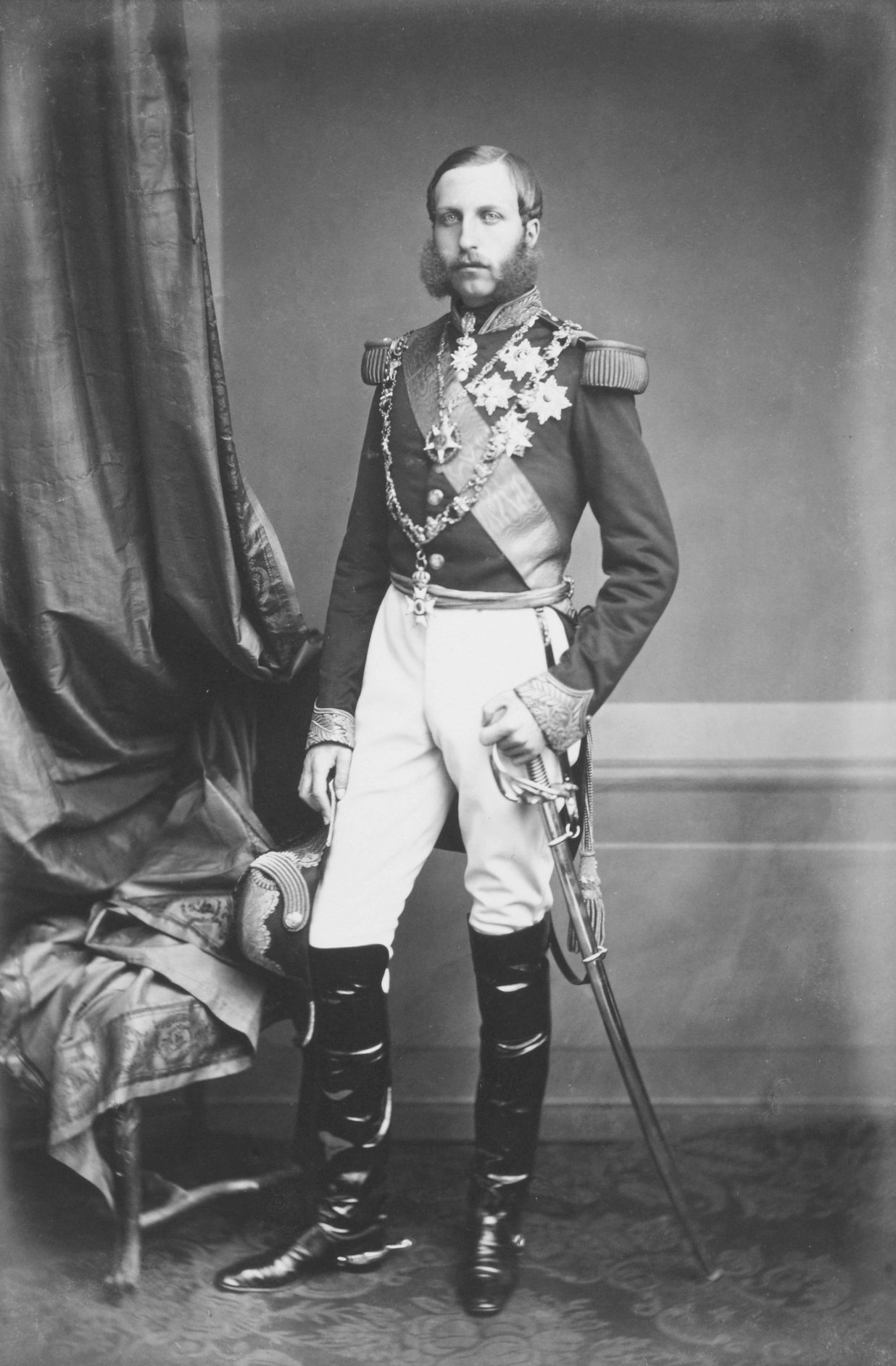
Il conte Filippo fotografato nel 1863

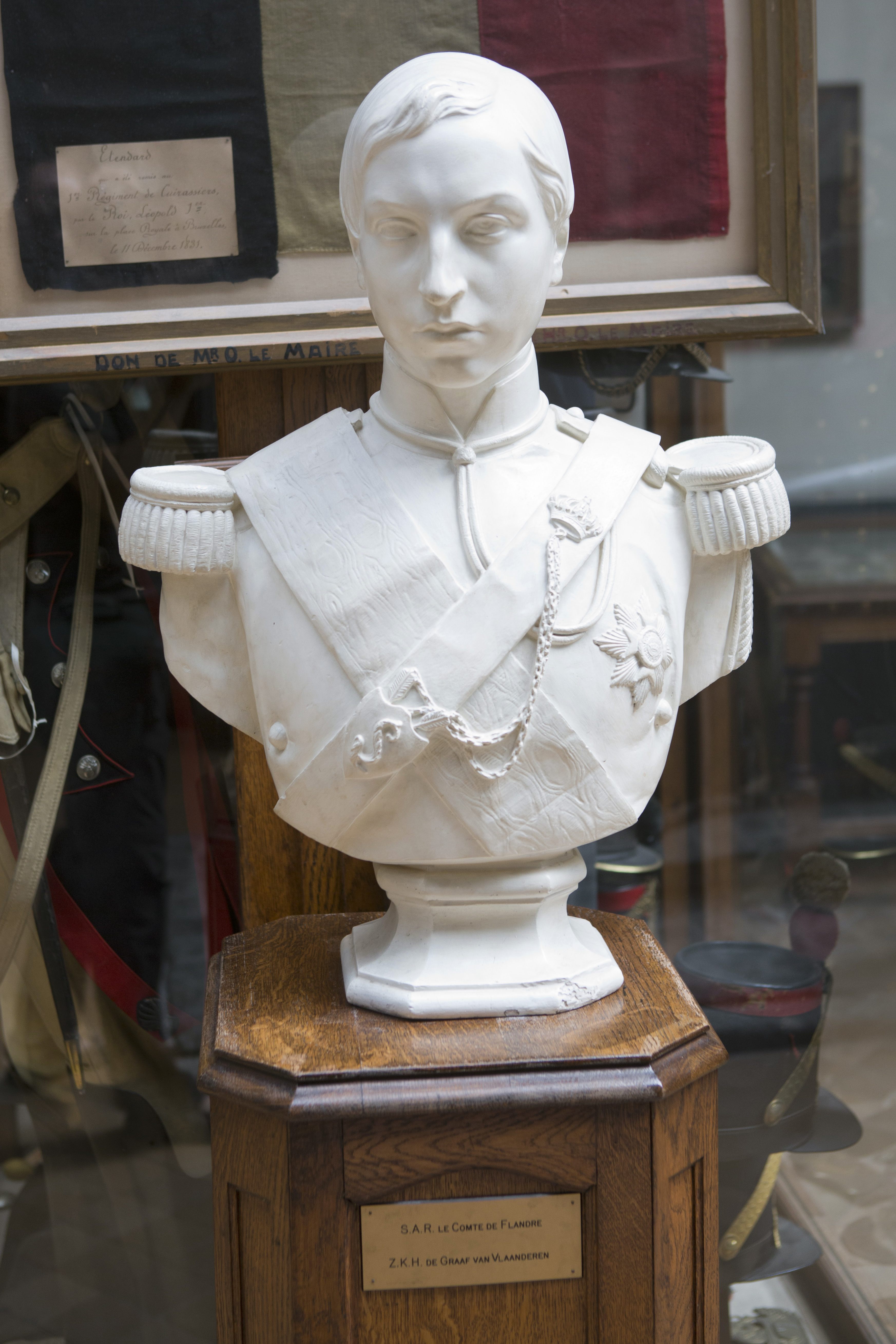
Busto di Filippo

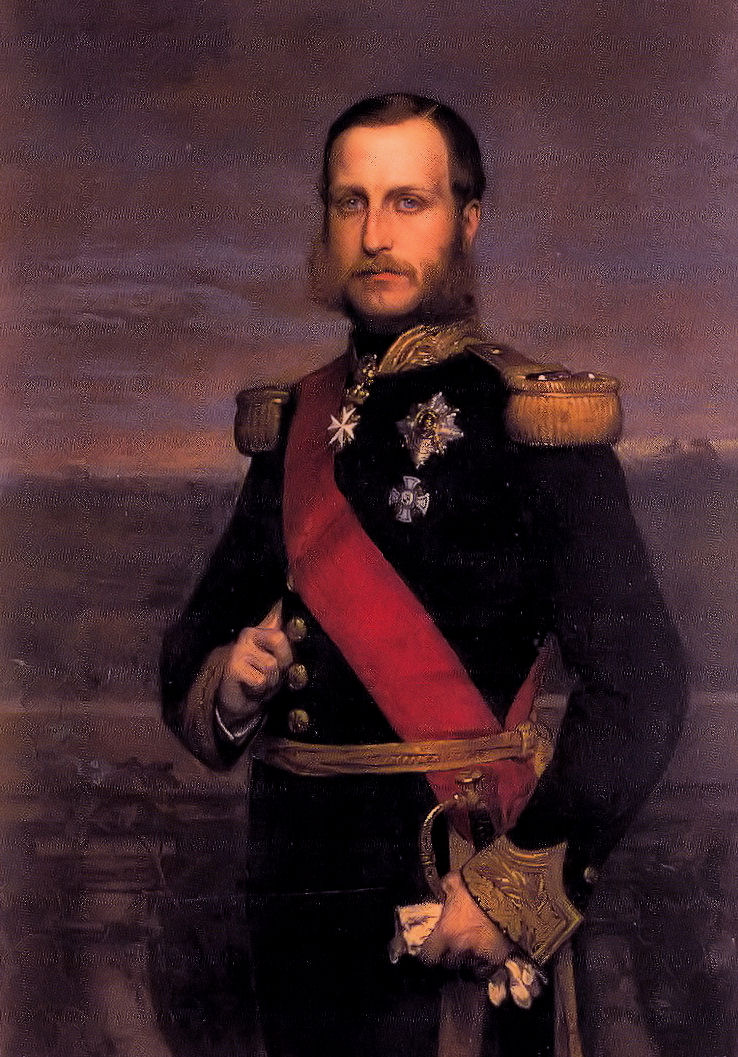
S.A.R. Monseigneur, il Conte di Fiandra ritratto da Liévin De Winne

### Ascendenza patrilineare
1. Dedi di Hassegau  (?)
2. Teodorico I di Liesgau (+ 976)
3. Dedi I (+ 1009), conte di Merseburgo
4. Teodorico II di Wettin (989 ca.-1034), margravio della Bassa Lusazia
5. Thimo di Wettin, (1010 circa-1090/1091 o 1100 circa) conte di Wettin e Brehna
6. Corrado il Grande (1097 circa-1157), margravio di Meißen
7. Ottone II di Meißen (1125-1190), margravio di Meißen
8. Teodorico I di Meißen (1162-1221), margravio di Meißen
9. Enrico III di Meißen (1218-1288), margravio di Meißen e langravio di Turingia
10. Alberto II di Meißen (1240-1314), margravio di Meißen, langravio di Turingia e conte palatino di Sassonia
11. Federico I di Meißen (1257-1323), margravio di Meißen e langravio di Turingia
12. Federico II di Meißen (1310-1349), margravio di Meißen
13. Federico III di Meißen (1332-1381), langravio di Turingia e margravio di Meißen
14. Federico I di Sassonia (1370-1428), marchese di Meißen, langravio di Turingia e principe elettore di Sassonia
15. Federico II di Sassonia (1412-1464), principe elettore di Sassonia, marchese di Meißen e conte di Turingia
16. Ernesto di Sassonia (1441-1486), principe elettore di Sassonia
17. Giovanni di Sassonia (1468-1532), principe elettore di Sassonia
18. Giovanni Federico I, elettore di Sassonia (1503-1554)
19. Giovanni Guglielmo, duca di Sassonia-Weimar (1530 – 1573)
20. Giovanni di Sassonia-Weimar (1570-1605), duca di Sassonia-Weimar e di Jena
21. Ernesto I di Sassonia-Gotha-Altenburg (1601-1675), duca di Sassonia-Gotha e duca di Sassonia-Altenburg
22. Giovanni Ernesto di Sassonia-Coburgo-Saalfeld (1658 – 1729), duca di Sassonia-Coburgo-Saalfeld
23. Francesco Giosea, duca di Sassonia-Coburgo-Saalfeld (1697-1764)
24. Ernesto Federico, duca di Sassonia-Coburgo-Saalfeld (1724-1800)
25. Francesco, duca di Sassonia-Coburgo-Saalfeld (1750-1806)
26. Leopoldo I del Belgio (1790-1865), re del Belgio
27. Filippo del Belgio, conte di Fiandra